# Дильденкин, Николай Александрович
Николай Александрович Дильденкин (1909—1986) — советский государственный и политический деятель.

## Биография
Родился в деревне Лощино Бежецкого уезда Тверской губернии в крестьянской семье, карел.
В 1925—1931 годах работал в Тверской области председателем сельсовета, секретарём районных комитетов ВЛКСМ.
Окончил Высшую школу пропагандистов при ЦК ВКП(б).
В 1931—1937 годах — заведующий отделом, секретарь Карельского областного комитета ВЛКСМ, секретарь Петрозаводского городского комитета ВЛКСМ.
В 1937—1939 годах обучался в Высшей партийной школе при ЦК ВКП(б).
Участник Советско-финской войны (1939—1940), комиссар 1-й стрелковой дивизии «Финской народной армии».
В 1940—1941 годах — секретарь Петрозаводского городского комитета КП(б) Карело-Финской ССР.
В 1941—1944 годах — первый секретарь Беломорского районного комитета КП(б) Карело-Финской ССР.
В 1944—1946 годах — председатель Комитета по делам кинофикации при Совете Министров КФССР.
В 1946—1951 годах — заведующий отделом ЦК КП(б) КФССР.
В 1951—1953 годах — начальник Управления по делам кинофикации при Совете Министров КФССР.
В 1953—1970 годах — заместитель министра просвещения КФССР, министр просвещения КФССР, министр просвещения Карельской АССР.
Избирался депутатом Верховного Совета Карело-Финской ССР IV созыва, Верховного Совета Карельской Автономной ССР V—VI созывов, Верховного Совета СССР I созыва.